# Gewoon elfenschermpje
Het gewoon elfenschermpje (Mycena pura) is een schimmel behorend tot de familie Mycenaceae. Het is een saprofyt die groeit op strooisel. Hij is vaak te vinden bij eiken, beuken en sparren. Mycena pura heeft veel kenmerken gemeen met Mycena rosea (heksenschermpje), maar de laatste is forser en de hoedkleur is licht tot dieproze, zonder violet. Ook verschillen ze in chemisch opzicht. De wetenschappelijke opvattingen over de taxonomie van beide soorten zijn nog niet uitgekristalliseerd.

## Kenmerken
Hoed
De hoed is gewelfd met strepen naar de rand toe. De vorm is conisch en later wordt deze platter. De diameter is 1,5 - 5 cm. Zelden is de diameter 8 cm. De kleur is variabel en varieert van roze tot lila. Het oppervlak is glad en glanzend en verandert van uiterlijk als het vochtig is (hygrofaan).
Lamellen
De lamellen zijn iets bleker dan het oppervlak van de hoed, breed, aderig verbonden aan de basis. De snede is bolvormig en licht gekerfd.
Steel
De steel wordt 4 tot 7 centimeter lang en 2 tot 8 millimeter dik, is broos en fijnkorrelig, vol vruchtvlees als hij jong is, dan gevuld en later hol en verdikt naar de basis toe. De kleur is vergelijkbaar met die van het hoedoppervlak of bleker. Het vlees is erg dun, broos, waterig, meestal grijs-paars van kleur.
Geur
Het gewoon elfenschermpje ruikt naar radijs. 
Sporen
De sporen zijn doorschijnend (hyaliene), lang ellipsvormig, glad en meten 5 tot 8,5 (zelden tot 10) × 2,5 - 4,5 micrometer. Ze zijn amyloïde (kleuren met jodiumreagentia). Vier ervan groeien op de basidia. Cheilocystidia en pleurocystidia hebben afmetingen van 40-70 × 10-20 micrometer.

## Verspreiding
Het gewoon elfenschermpje leeft als saprobiont in loof- en naaldbossen en is pH-ongevoelig. Hij komt waarschijnlijk wereldwijd voor. In Europa is het een algemene soort. Vruchtlichamen groeien van mei tot en met november.

## Galerij

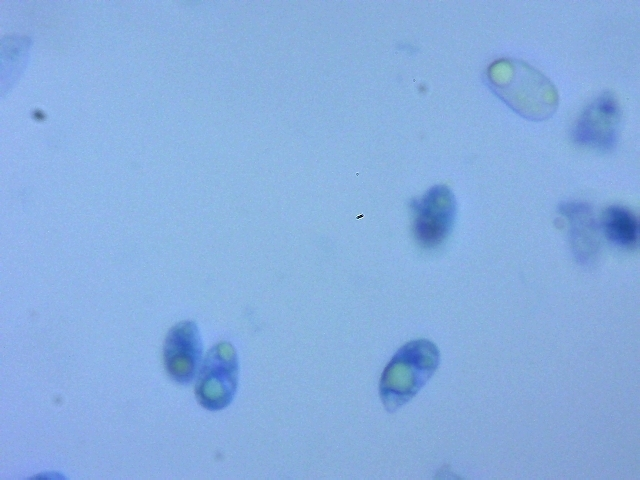
Sporen
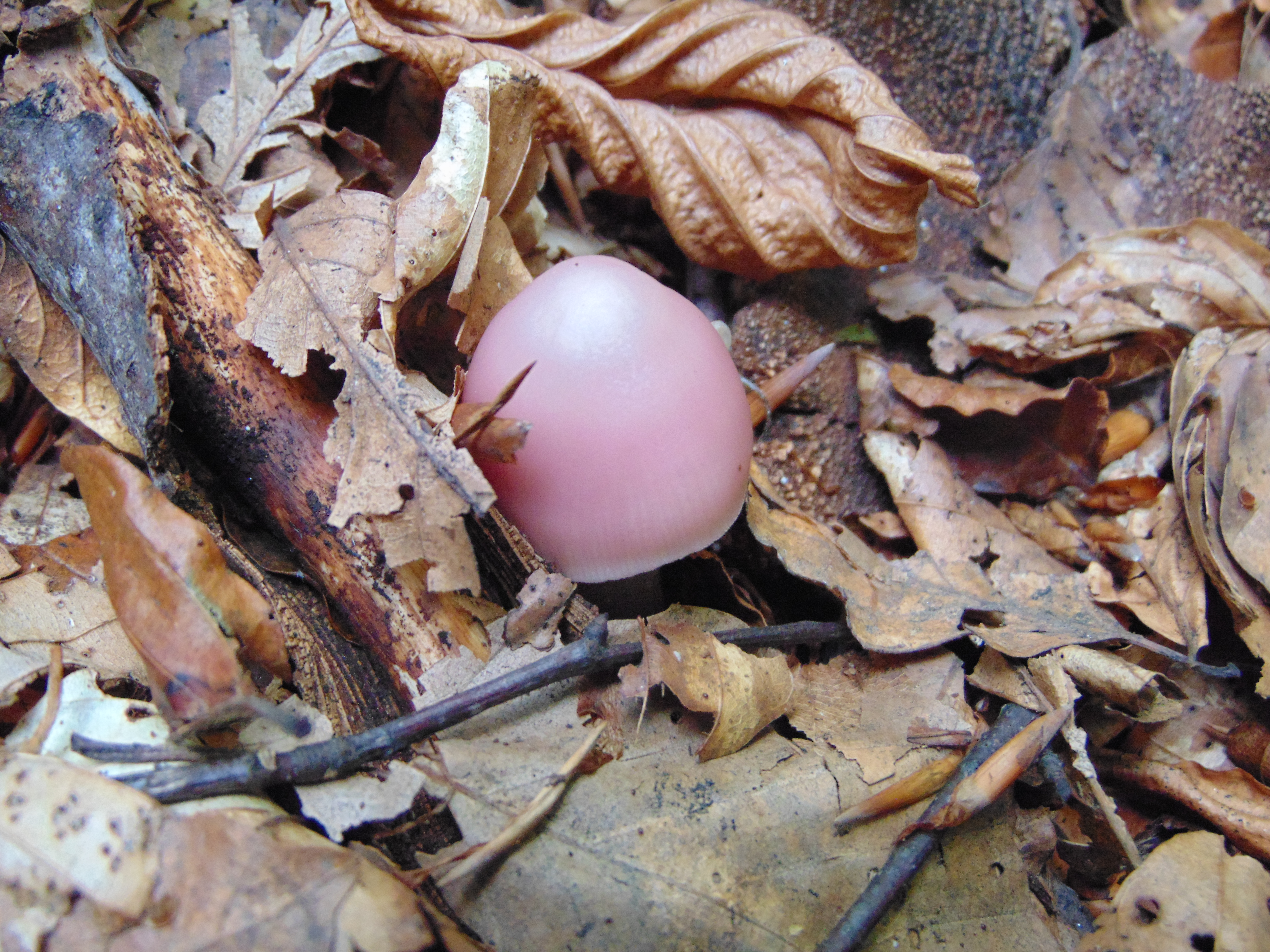
Hoed met bult
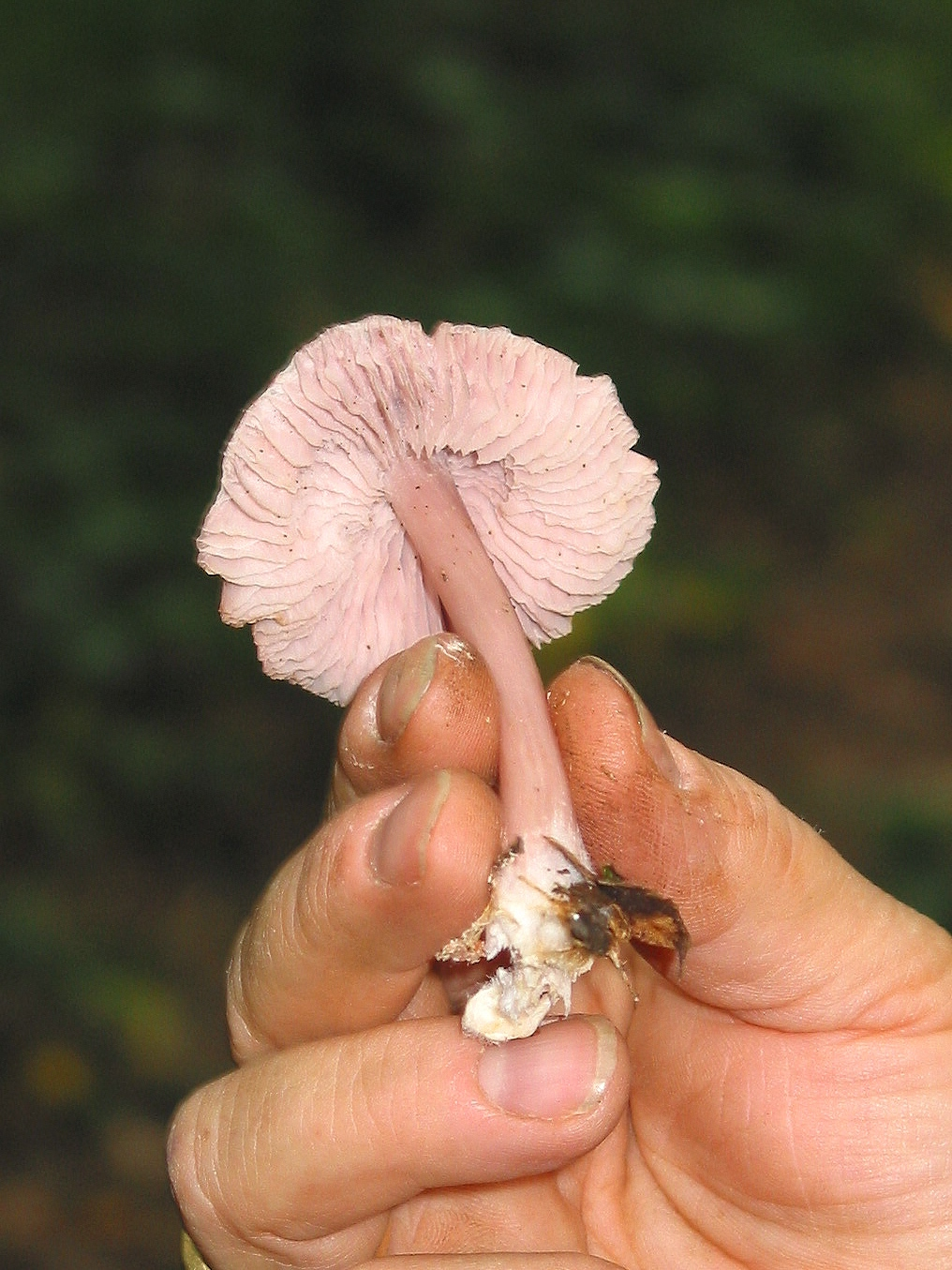
Steel
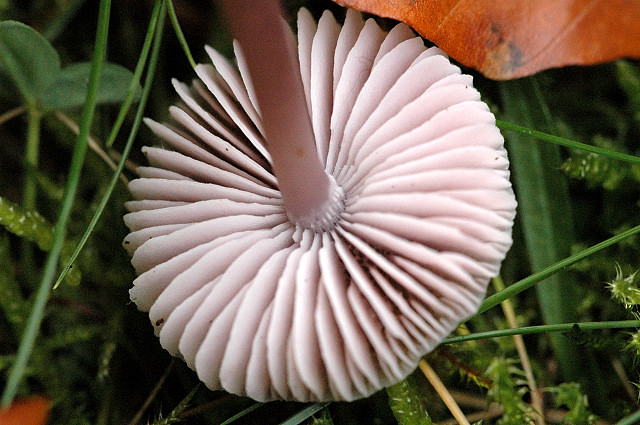
Lamellen